# OPS 0855
OPS 0855 (opis kodowy 0V4-3) – bezzałogowa makieta stacji Manned Orbiting Laboratory wysłana w kosmos w 1966. Celem misji był test konfiguracji przewidzianej w docelowych misjach MOL. Na pokładzie znajdowało się wyposażenie o charakterze naukowym określone kodem Manifold, którego praca została zaplanowana na 75 dni. Systemy pojazdu jednak przerwały działanie już po miesiącu. Stacja została zbudowana na bazie wycofanego ze służby członu rakiety Titan I, do którego przymocowany został Transtage. Misja stanowiła część projektów MOL oraz Orbiting Vehicle.

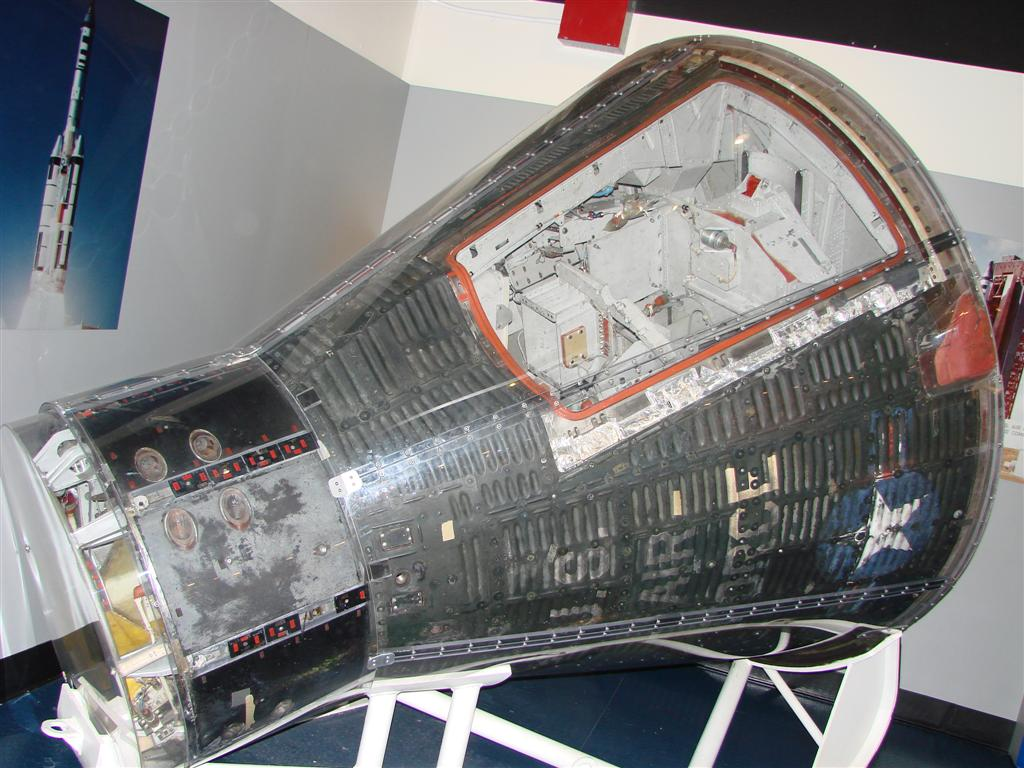
Kapsuła Gemini 2 użyta w locie testowym programu

Na pakiet naukowy Manifold składały się: dwa detektory mikrometeorytów, boja sygnałowa o oznaczeniu ORBIS-Low, eksperyment dotyczący wzrostu komórek, prototyp wodorowego ogniwa paliwowego, eksperyment kontroli termalnej, akustyczny system kontroli przepływu paliwa pozwalający obserwować dynamikę płynu w stanie zerowej grawitacji, prototypowy system kontroli wysokości, eksperyment dotyczący odbicia światła w przestrzeni kosmicznej oraz eksperyment badający przepływ ciepła. Pojazd został pomalowany w taki sposób, aby mógł być obiektem śledzenia i obserwacji z Ziemi.
OPS 0855 była głównym ładunkiem rakiety Titan IIIC 3C-9, wystrzelonej z kompleksu LC-40 w Cape Canaveral Air Force Station 3 listopada 1966. Prototyp pojazdu Gemini B (przerobiona kapsuła Gemini 2) został wystrzelony razem z OPS 0855 i oddzielił się planowo do lotu suborbitalnego. W łączniku pomiędzy Gemini a makietą znajdowały się dodatkowe obiekty – dwa satelity technologiczne serii OV4, OV4-1R i OV4-1T, oraz obiekt OV1-6, które zostały wyniesione na niską orbitę okołoziemską.
OPS 0855 wszedł na orbitę o apogeum 305 km, perygeum 298 km i inklinacji 32,82°. Otrzymał numer 1966-099A w indeksie COSPAR. Misja miała trwać planowo 75 dni, lecz sprzęt przestał działać 3 grudnia, natomiast 9 stycznia 1967 roku stacja uległa deorbitacji. Był to jedyny start odbyty w ramach projektu MOL. Sam projekt został odwołany w czerwcu 1969.